# Богданова тема
Те́ма Богда́нова — тема в шаховій композиції. Суть теми — багатофазна переміна гри, де матуючі ходи білих з варіантів ілюзорної гри, стають вступними ходами, що найменше, в двох інших фазах.

## Історія
Цю ідею запропонував український проблеміст Євген Богданов (27.02.1952 — 30.10.2010).
Крім двоходового жанру, розробляв цю ідею Є. Богданов також і в жанрі триходівки і багатоходівки. В цих задачах переміна гри може відбуватися шляхом трансформації проміжних ходів у вступні ходи.
Ідея дістала назву — тема Богданова.
|   | a | b | c | d | e | f | g | h |   |
| 8 | b7 чорний кінь · e7 біла тура · e6 чорний ферзь · f6 білий пішак · d5 чорний пішак · e5 білий кінь · f5 білий кінь · d4 білий пішак · e4 чорний король · h4 чорний слон · a3 білий ферзь · f3 біла тура · e2 чорна тура · g2 білий пішак · e1 чорний кінь · h1 білий король | b7 чорний кінь · e7 біла тура · e6 чорний ферзь · f6 білий пішак · d5 чорний пішак · e5 білий кінь · f5 білий кінь · d4 білий пішак · e4 чорний король · h4 чорний слон · a3 білий ферзь · f3 біла тура · e2 чорна тура · g2 білий пішак · e1 чорний кінь · h1 білий король | b7 чорний кінь · e7 біла тура · e6 чорний ферзь · f6 білий пішак · d5 чорний пішак · e5 білий кінь · f5 білий кінь · d4 білий пішак · e4 чорний король · h4 чорний слон · a3 білий ферзь · f3 біла тура · e2 чорна тура · g2 білий пішак · e1 чорний кінь · h1 білий король | b7 чорний кінь · e7 біла тура · e6 чорний ферзь · f6 білий пішак · d5 чорний пішак · e5 білий кінь · f5 білий кінь · d4 білий пішак · e4 чорний король · h4 чорний слон · a3 білий ферзь · f3 біла тура · e2 чорна тура · g2 білий пішак · e1 чорний кінь · h1 білий король | b7 чорний кінь · e7 біла тура · e6 чорний ферзь · f6 білий пішак · d5 чорний пішак · e5 білий кінь · f5 білий кінь · d4 білий пішак · e4 чорний король · h4 чорний слон · a3 білий ферзь · f3 біла тура · e2 чорна тура · g2 білий пішак · e1 чорний кінь · h1 білий король | b7 чорний кінь · e7 біла тура · e6 чорний ферзь · f6 білий пішак · d5 чорний пішак · e5 білий кінь · f5 білий кінь · d4 білий пішак · e4 чорний король · h4 чорний слон · a3 білий ферзь · f3 біла тура · e2 чорна тура · g2 білий пішак · e1 чорний кінь · h1 білий король | b7 чорний кінь · e7 біла тура · e6 чорний ферзь · f6 білий пішак · d5 чорний пішак · e5 білий кінь · f5 білий кінь · d4 білий пішак · e4 чорний король · h4 чорний слон · a3 білий ферзь · f3 біла тура · e2 чорна тура · g2 білий пішак · e1 чорний кінь · h1 білий король | b7 чорний кінь · e7 біла тура · e6 чорний ферзь · f6 білий пішак · d5 чорний пішак · e5 білий кінь · f5 білий кінь · d4 білий пішак · e4 чорний король · h4 чорний слон · a3 білий ферзь · f3 біла тура · e2 чорна тура · g2 білий пішак · e1 чорний кінь · h1 білий король | 8 |
| 7 | b7 чорний кінь · e7 біла тура · e6 чорний ферзь · f6 білий пішак · d5 чорний пішак · e5 білий кінь · f5 білий кінь · d4 білий пішак · e4 чорний король · h4 чорний слон · a3 білий ферзь · f3 біла тура · e2 чорна тура · g2 білий пішак · e1 чорний кінь · h1 білий король | b7 чорний кінь · e7 біла тура · e6 чорний ферзь · f6 білий пішак · d5 чорний пішак · e5 білий кінь · f5 білий кінь · d4 білий пішак · e4 чорний король · h4 чорний слон · a3 білий ферзь · f3 біла тура · e2 чорна тура · g2 білий пішак · e1 чорний кінь · h1 білий король | b7 чорний кінь · e7 біла тура · e6 чорний ферзь · f6 білий пішак · d5 чорний пішак · e5 білий кінь · f5 білий кінь · d4 білий пішак · e4 чорний король · h4 чорний слон · a3 білий ферзь · f3 біла тура · e2 чорна тура · g2 білий пішак · e1 чорний кінь · h1 білий король | b7 чорний кінь · e7 біла тура · e6 чорний ферзь · f6 білий пішак · d5 чорний пішак · e5 білий кінь · f5 білий кінь · d4 білий пішак · e4 чорний король · h4 чорний слон · a3 білий ферзь · f3 біла тура · e2 чорна тура · g2 білий пішак · e1 чорний кінь · h1 білий король | b7 чорний кінь · e7 біла тура · e6 чорний ферзь · f6 білий пішак · d5 чорний пішак · e5 білий кінь · f5 білий кінь · d4 білий пішак · e4 чорний король · h4 чорний слон · a3 білий ферзь · f3 біла тура · e2 чорна тура · g2 білий пішак · e1 чорний кінь · h1 білий король | b7 чорний кінь · e7 біла тура · e6 чорний ферзь · f6 білий пішак · d5 чорний пішак · e5 білий кінь · f5 білий кінь · d4 білий пішак · e4 чорний король · h4 чорний слон · a3 білий ферзь · f3 біла тура · e2 чорна тура · g2 білий пішак · e1 чорний кінь · h1 білий король | b7 чорний кінь · e7 біла тура · e6 чорний ферзь · f6 білий пішак · d5 чорний пішак · e5 білий кінь · f5 білий кінь · d4 білий пішак · e4 чорний король · h4 чорний слон · a3 білий ферзь · f3 біла тура · e2 чорна тура · g2 білий пішак · e1 чорний кінь · h1 білий король | b7 чорний кінь · e7 біла тура · e6 чорний ферзь · f6 білий пішак · d5 чорний пішак · e5 білий кінь · f5 білий кінь · d4 білий пішак · e4 чорний король · h4 чорний слон · a3 білий ферзь · f3 біла тура · e2 чорна тура · g2 білий пішак · e1 чорний кінь · h1 білий король | 7 |
| 6 | b7 чорний кінь · e7 біла тура · e6 чорний ферзь · f6 білий пішак · d5 чорний пішак · e5 білий кінь · f5 білий кінь · d4 білий пішак · e4 чорний король · h4 чорний слон · a3 білий ферзь · f3 біла тура · e2 чорна тура · g2 білий пішак · e1 чорний кінь · h1 білий король | b7 чорний кінь · e7 біла тура · e6 чорний ферзь · f6 білий пішак · d5 чорний пішак · e5 білий кінь · f5 білий кінь · d4 білий пішак · e4 чорний король · h4 чорний слон · a3 білий ферзь · f3 біла тура · e2 чорна тура · g2 білий пішак · e1 чорний кінь · h1 білий король | b7 чорний кінь · e7 біла тура · e6 чорний ферзь · f6 білий пішак · d5 чорний пішак · e5 білий кінь · f5 білий кінь · d4 білий пішак · e4 чорний король · h4 чорний слон · a3 білий ферзь · f3 біла тура · e2 чорна тура · g2 білий пішак · e1 чорний кінь · h1 білий король | b7 чорний кінь · e7 біла тура · e6 чорний ферзь · f6 білий пішак · d5 чорний пішак · e5 білий кінь · f5 білий кінь · d4 білий пішак · e4 чорний король · h4 чорний слон · a3 білий ферзь · f3 біла тура · e2 чорна тура · g2 білий пішак · e1 чорний кінь · h1 білий король | b7 чорний кінь · e7 біла тура · e6 чорний ферзь · f6 білий пішак · d5 чорний пішак · e5 білий кінь · f5 білий кінь · d4 білий пішак · e4 чорний король · h4 чорний слон · a3 білий ферзь · f3 біла тура · e2 чорна тура · g2 білий пішак · e1 чорний кінь · h1 білий король | b7 чорний кінь · e7 біла тура · e6 чорний ферзь · f6 білий пішак · d5 чорний пішак · e5 білий кінь · f5 білий кінь · d4 білий пішак · e4 чорний король · h4 чорний слон · a3 білий ферзь · f3 біла тура · e2 чорна тура · g2 білий пішак · e1 чорний кінь · h1 білий король | b7 чорний кінь · e7 біла тура · e6 чорний ферзь · f6 білий пішак · d5 чорний пішак · e5 білий кінь · f5 білий кінь · d4 білий пішак · e4 чорний король · h4 чорний слон · a3 білий ферзь · f3 біла тура · e2 чорна тура · g2 білий пішак · e1 чорний кінь · h1 білий король | b7 чорний кінь · e7 біла тура · e6 чорний ферзь · f6 білий пішак · d5 чорний пішак · e5 білий кінь · f5 білий кінь · d4 білий пішак · e4 чорний король · h4 чорний слон · a3 білий ферзь · f3 біла тура · e2 чорна тура · g2 білий пішак · e1 чорний кінь · h1 білий король | 6 |
| 5 | b7 чорний кінь · e7 біла тура · e6 чорний ферзь · f6 білий пішак · d5 чорний пішак · e5 білий кінь · f5 білий кінь · d4 білий пішак · e4 чорний король · h4 чорний слон · a3 білий ферзь · f3 біла тура · e2 чорна тура · g2 білий пішак · e1 чорний кінь · h1 білий король | b7 чорний кінь · e7 біла тура · e6 чорний ферзь · f6 білий пішак · d5 чорний пішак · e5 білий кінь · f5 білий кінь · d4 білий пішак · e4 чорний король · h4 чорний слон · a3 білий ферзь · f3 біла тура · e2 чорна тура · g2 білий пішак · e1 чорний кінь · h1 білий король | b7 чорний кінь · e7 біла тура · e6 чорний ферзь · f6 білий пішак · d5 чорний пішак · e5 білий кінь · f5 білий кінь · d4 білий пішак · e4 чорний король · h4 чорний слон · a3 білий ферзь · f3 біла тура · e2 чорна тура · g2 білий пішак · e1 чорний кінь · h1 білий король | b7 чорний кінь · e7 біла тура · e6 чорний ферзь · f6 білий пішак · d5 чорний пішак · e5 білий кінь · f5 білий кінь · d4 білий пішак · e4 чорний король · h4 чорний слон · a3 білий ферзь · f3 біла тура · e2 чорна тура · g2 білий пішак · e1 чорний кінь · h1 білий король | b7 чорний кінь · e7 біла тура · e6 чорний ферзь · f6 білий пішак · d5 чорний пішак · e5 білий кінь · f5 білий кінь · d4 білий пішак · e4 чорний король · h4 чорний слон · a3 білий ферзь · f3 біла тура · e2 чорна тура · g2 білий пішак · e1 чорний кінь · h1 білий король | b7 чорний кінь · e7 біла тура · e6 чорний ферзь · f6 білий пішак · d5 чорний пішак · e5 білий кінь · f5 білий кінь · d4 білий пішак · e4 чорний король · h4 чорний слон · a3 білий ферзь · f3 біла тура · e2 чорна тура · g2 білий пішак · e1 чорний кінь · h1 білий король | b7 чорний кінь · e7 біла тура · e6 чорний ферзь · f6 білий пішак · d5 чорний пішак · e5 білий кінь · f5 білий кінь · d4 білий пішак · e4 чорний король · h4 чорний слон · a3 білий ферзь · f3 біла тура · e2 чорна тура · g2 білий пішак · e1 чорний кінь · h1 білий король | b7 чорний кінь · e7 біла тура · e6 чорний ферзь · f6 білий пішак · d5 чорний пішак · e5 білий кінь · f5 білий кінь · d4 білий пішак · e4 чорний король · h4 чорний слон · a3 білий ферзь · f3 біла тура · e2 чорна тура · g2 білий пішак · e1 чорний кінь · h1 білий король | 5 |
| 4 | b7 чорний кінь · e7 біла тура · e6 чорний ферзь · f6 білий пішак · d5 чорний пішак · e5 білий кінь · f5 білий кінь · d4 білий пішак · e4 чорний король · h4 чорний слон · a3 білий ферзь · f3 біла тура · e2 чорна тура · g2 білий пішак · e1 чорний кінь · h1 білий король | b7 чорний кінь · e7 біла тура · e6 чорний ферзь · f6 білий пішак · d5 чорний пішак · e5 білий кінь · f5 білий кінь · d4 білий пішак · e4 чорний король · h4 чорний слон · a3 білий ферзь · f3 біла тура · e2 чорна тура · g2 білий пішак · e1 чорний кінь · h1 білий король | b7 чорний кінь · e7 біла тура · e6 чорний ферзь · f6 білий пішак · d5 чорний пішак · e5 білий кінь · f5 білий кінь · d4 білий пішак · e4 чорний король · h4 чорний слон · a3 білий ферзь · f3 біла тура · e2 чорна тура · g2 білий пішак · e1 чорний кінь · h1 білий король | b7 чорний кінь · e7 біла тура · e6 чорний ферзь · f6 білий пішак · d5 чорний пішак · e5 білий кінь · f5 білий кінь · d4 білий пішак · e4 чорний король · h4 чорний слон · a3 білий ферзь · f3 біла тура · e2 чорна тура · g2 білий пішак · e1 чорний кінь · h1 білий король | b7 чорний кінь · e7 біла тура · e6 чорний ферзь · f6 білий пішак · d5 чорний пішак · e5 білий кінь · f5 білий кінь · d4 білий пішак · e4 чорний король · h4 чорний слон · a3 білий ферзь · f3 біла тура · e2 чорна тура · g2 білий пішак · e1 чорний кінь · h1 білий король | b7 чорний кінь · e7 біла тура · e6 чорний ферзь · f6 білий пішак · d5 чорний пішак · e5 білий кінь · f5 білий кінь · d4 білий пішак · e4 чорний король · h4 чорний слон · a3 білий ферзь · f3 біла тура · e2 чорна тура · g2 білий пішак · e1 чорний кінь · h1 білий король | b7 чорний кінь · e7 біла тура · e6 чорний ферзь · f6 білий пішак · d5 чорний пішак · e5 білий кінь · f5 білий кінь · d4 білий пішак · e4 чорний король · h4 чорний слон · a3 білий ферзь · f3 біла тура · e2 чорна тура · g2 білий пішак · e1 чорний кінь · h1 білий король | b7 чорний кінь · e7 біла тура · e6 чорний ферзь · f6 білий пішак · d5 чорний пішак · e5 білий кінь · f5 білий кінь · d4 білий пішак · e4 чорний король · h4 чорний слон · a3 білий ферзь · f3 біла тура · e2 чорна тура · g2 білий пішак · e1 чорний кінь · h1 білий король | 4 |
| 3 | b7 чорний кінь · e7 біла тура · e6 чорний ферзь · f6 білий пішак · d5 чорний пішак · e5 білий кінь · f5 білий кінь · d4 білий пішак · e4 чорний король · h4 чорний слон · a3 білий ферзь · f3 біла тура · e2 чорна тура · g2 білий пішак · e1 чорний кінь · h1 білий король | b7 чорний кінь · e7 біла тура · e6 чорний ферзь · f6 білий пішак · d5 чорний пішак · e5 білий кінь · f5 білий кінь · d4 білий пішак · e4 чорний король · h4 чорний слон · a3 білий ферзь · f3 біла тура · e2 чорна тура · g2 білий пішак · e1 чорний кінь · h1 білий король | b7 чорний кінь · e7 біла тура · e6 чорний ферзь · f6 білий пішак · d5 чорний пішак · e5 білий кінь · f5 білий кінь · d4 білий пішак · e4 чорний король · h4 чорний слон · a3 білий ферзь · f3 біла тура · e2 чорна тура · g2 білий пішак · e1 чорний кінь · h1 білий король | b7 чорний кінь · e7 біла тура · e6 чорний ферзь · f6 білий пішак · d5 чорний пішак · e5 білий кінь · f5 білий кінь · d4 білий пішак · e4 чорний король · h4 чорний слон · a3 білий ферзь · f3 біла тура · e2 чорна тура · g2 білий пішак · e1 чорний кінь · h1 білий король | b7 чорний кінь · e7 біла тура · e6 чорний ферзь · f6 білий пішак · d5 чорний пішак · e5 білий кінь · f5 білий кінь · d4 білий пішак · e4 чорний король · h4 чорний слон · a3 білий ферзь · f3 біла тура · e2 чорна тура · g2 білий пішак · e1 чорний кінь · h1 білий король | b7 чорний кінь · e7 біла тура · e6 чорний ферзь · f6 білий пішак · d5 чорний пішак · e5 білий кінь · f5 білий кінь · d4 білий пішак · e4 чорний король · h4 чорний слон · a3 білий ферзь · f3 біла тура · e2 чорна тура · g2 білий пішак · e1 чорний кінь · h1 білий король | b7 чорний кінь · e7 біла тура · e6 чорний ферзь · f6 білий пішак · d5 чорний пішак · e5 білий кінь · f5 білий кінь · d4 білий пішак · e4 чорний король · h4 чорний слон · a3 білий ферзь · f3 біла тура · e2 чорна тура · g2 білий пішак · e1 чорний кінь · h1 білий король | b7 чорний кінь · e7 біла тура · e6 чорний ферзь · f6 білий пішак · d5 чорний пішак · e5 білий кінь · f5 білий кінь · d4 білий пішак · e4 чорний король · h4 чорний слон · a3 білий ферзь · f3 біла тура · e2 чорна тура · g2 білий пішак · e1 чорний кінь · h1 білий король | 3 |
| 2 | b7 чорний кінь · e7 біла тура · e6 чорний ферзь · f6 білий пішак · d5 чорний пішак · e5 білий кінь · f5 білий кінь · d4 білий пішак · e4 чорний король · h4 чорний слон · a3 білий ферзь · f3 біла тура · e2 чорна тура · g2 білий пішак · e1 чорний кінь · h1 білий король | b7 чорний кінь · e7 біла тура · e6 чорний ферзь · f6 білий пішак · d5 чорний пішак · e5 білий кінь · f5 білий кінь · d4 білий пішак · e4 чорний король · h4 чорний слон · a3 білий ферзь · f3 біла тура · e2 чорна тура · g2 білий пішак · e1 чорний кінь · h1 білий король | b7 чорний кінь · e7 біла тура · e6 чорний ферзь · f6 білий пішак · d5 чорний пішак · e5 білий кінь · f5 білий кінь · d4 білий пішак · e4 чорний король · h4 чорний слон · a3 білий ферзь · f3 біла тура · e2 чорна тура · g2 білий пішак · e1 чорний кінь · h1 білий король | b7 чорний кінь · e7 біла тура · e6 чорний ферзь · f6 білий пішак · d5 чорний пішак · e5 білий кінь · f5 білий кінь · d4 білий пішак · e4 чорний король · h4 чорний слон · a3 білий ферзь · f3 біла тура · e2 чорна тура · g2 білий пішак · e1 чорний кінь · h1 білий король | b7 чорний кінь · e7 біла тура · e6 чорний ферзь · f6 білий пішак · d5 чорний пішак · e5 білий кінь · f5 білий кінь · d4 білий пішак · e4 чорний король · h4 чорний слон · a3 білий ферзь · f3 біла тура · e2 чорна тура · g2 білий пішак · e1 чорний кінь · h1 білий король | b7 чорний кінь · e7 біла тура · e6 чорний ферзь · f6 білий пішак · d5 чорний пішак · e5 білий кінь · f5 білий кінь · d4 білий пішак · e4 чорний король · h4 чорний слон · a3 білий ферзь · f3 біла тура · e2 чорна тура · g2 білий пішак · e1 чорний кінь · h1 білий король | b7 чорний кінь · e7 біла тура · e6 чорний ферзь · f6 білий пішак · d5 чорний пішак · e5 білий кінь · f5 білий кінь · d4 білий пішак · e4 чорний король · h4 чорний слон · a3 білий ферзь · f3 біла тура · e2 чорна тура · g2 білий пішак · e1 чорний кінь · h1 білий король | b7 чорний кінь · e7 біла тура · e6 чорний ферзь · f6 білий пішак · d5 чорний пішак · e5 білий кінь · f5 білий кінь · d4 білий пішак · e4 чорний король · h4 чорний слон · a3 білий ферзь · f3 біла тура · e2 чорна тура · g2 білий пішак · e1 чорний кінь · h1 білий король | 2 |
| 1 | b7 чорний кінь · e7 біла тура · e6 чорний ферзь · f6 білий пішак · d5 чорний пішак · e5 білий кінь · f5 білий кінь · d4 білий пішак · e4 чорний король · h4 чорний слон · a3 білий ферзь · f3 біла тура · e2 чорна тура · g2 білий пішак · e1 чорний кінь · h1 білий король | b7 чорний кінь · e7 біла тура · e6 чорний ферзь · f6 білий пішак · d5 чорний пішак · e5 білий кінь · f5 білий кінь · d4 білий пішак · e4 чорний король · h4 чорний слон · a3 білий ферзь · f3 біла тура · e2 чорна тура · g2 білий пішак · e1 чорний кінь · h1 білий король | b7 чорний кінь · e7 біла тура · e6 чорний ферзь · f6 білий пішак · d5 чорний пішак · e5 білий кінь · f5 білий кінь · d4 білий пішак · e4 чорний король · h4 чорний слон · a3 білий ферзь · f3 біла тура · e2 чорна тура · g2 білий пішак · e1 чорний кінь · h1 білий король | b7 чорний кінь · e7 біла тура · e6 чорний ферзь · f6 білий пішак · d5 чорний пішак · e5 білий кінь · f5 білий кінь · d4 білий пішак · e4 чорний король · h4 чорний слон · a3 білий ферзь · f3 біла тура · e2 чорна тура · g2 білий пішак · e1 чорний кінь · h1 білий король | b7 чорний кінь · e7 біла тура · e6 чорний ферзь · f6 білий пішак · d5 чорний пішак · e5 білий кінь · f5 білий кінь · d4 білий пішак · e4 чорний король · h4 чорний слон · a3 білий ферзь · f3 біла тура · e2 чорна тура · g2 білий пішак · e1 чорний кінь · h1 білий король | b7 чорний кінь · e7 біла тура · e6 чорний ферзь · f6 білий пішак · d5 чорний пішак · e5 білий кінь · f5 білий кінь · d4 білий пішак · e4 чорний король · h4 чорний слон · a3 білий ферзь · f3 біла тура · e2 чорна тура · g2 білий пішак · e1 чорний кінь · h1 білий король | b7 чорний кінь · e7 біла тура · e6 чорний ферзь · f6 білий пішак · d5 чорний пішак · e5 білий кінь · f5 білий кінь · d4 білий пішак · e4 чорний король · h4 чорний слон · a3 білий ферзь · f3 біла тура · e2 чорна тура · g2 білий пішак · e1 чорний кінь · h1 білий король | b7 чорний кінь · e7 біла тура · e6 чорний ферзь · f6 білий пішак · d5 чорний пішак · e5 білий кінь · f5 білий кінь · d4 білий пішак · e4 чорний король · h4 чорний слон · a3 білий ферзь · f3 біла тура · e2 чорна тура · g2 білий пішак · e1 чорний кінь · h1 білий король | 1 |
|   | a | b | c | d | e | f | g | h |   |

FEN: 8/1n2R3/4qP2/3pNN2/3Pk2b/Q4R2/4r1P1/4n2K

1. ... Qg8  2. Sf7# (A)
1. ... Qc8 2. Sd7# (B)
1. ... Qa6 2. Sc6# (C)
1. Sf7 ? (A) ~ 2. Re6#
1. ... Bg3 2. Sg5#
1. ... Sd8 2. S7d6#,  1. ... Bf6!
1. Sd7 ? (B) ~ 2. Re6#
1. ... Bf6  2. Sxf6#
1. ... Sd8 2. Sc5#,  1. ... Bg3!
1. Sc6! (C) ~ 2. Re6#
1. ... Bf6  2. Sg3#
1. ... Sd8 2. S5d6#